# Marcia su Bolzano

Squadre d'azione durante la marcia su Bolzano

La marcia su Bolzano, avvenuta tra il 1º e il 2 ottobre 1922, fu una manifestazione organizzata dal Partito Nazionale Fascista, diretta contro la maggioranza tedesca in Alto Adige, il cui successo ebbe come conseguenza la destituzione di Julius Perathoner, ultimo borgomastro di lingua tedesca di Bolzano, eletto prima del periodo fascista.

## Storia
Dopo l'annessione all'Italia del Tirolo meridionale, a seguito della fine della prima guerra mondiale e del trattato di Saint-Germain-en-Laye, la propaganda nazionalista si rivolse con crescente violenza contro le minoranze etniche (in particolare, nel nord-est, slave e germaniche), peraltro annoverate tra i colpevoli della cosiddetta "vittoria mutilata".
Tra i maggiori fautori di una politica intransigente nei confronti della minoranza germanica nel Regno d'Italia spiccava il trentino Ettore Tolomei, che fin dalla fine del XIX secolo si era dato a una sempre più intensa attività pubblicistica e divulgativa finalizzata a propalare e giustificare la liceità delle pretese italiane sul Tirolo, ivi compresa la conseguente necessità di estirpare l'elemento linguistico e culturale "allogeno".
Con l'avvento del regime fascista, la pressione contro la popolazione di lingua tedesca si fece sempre più dura: tra i bersagli prediletti vi fu fin da subito Julius Perathoner, dal 1895 borgomastro della città di Bolzano (confermato nella carica di sindaco anche dopo l'annessione all'Italia). Costui, di base convinto pangermanista, era passato da fautore della pacifica convivenza tra cittadini di nazionalità tedesca e italiana a posizioni di dura resistenza contro ogni forma di italianizzazione, aderendo peraltro al Volksbund, che contava tra i suoi esponenti l'estremista Wilhelm Rohmeder.
A più riprese Perathoner aveva rifiutato di esporre il tricolore italiano sugli edifici della città, aveva fatto stampare banconote col valore espresso in corone per contrastare la circolazione della lira italiana e inoltre aveva avviato la costruzione di un monumento ai Kaiserjäger caduti durante la guerra.
In prima linea nella campagna antitedesca vi era l'allora comandante del fascio di Trento Achille Starace. Fu lui il mandante del primo episodio di violenza contro l'allora popolazione maggioritaria di Bolzano. Venuto a sapere che per il 24 aprile 1921, durante la fiera campionaria cittadina (preclusa a operatori italiani), era stato organizzato un plebiscito clandestino per chiedere l'annessione del Tirolo alla Germania (un'analoga consultazione risultava essere in programma a Innsbruck), il gerarca mandò un drappello di camerati da varie province d'Italia allo scopo di contromanifestare. L'esito fu la cosiddetta domenica di sangue: gli squadristi fascisti infatti assaltarono con le armi in pugno un inerme corteo folcloristico in piazza delle erbe, provocando un morto, il maestro Franz Innerhofer che accompagnava i suoi scolari durante la processione, e oltre quaranta feriti.

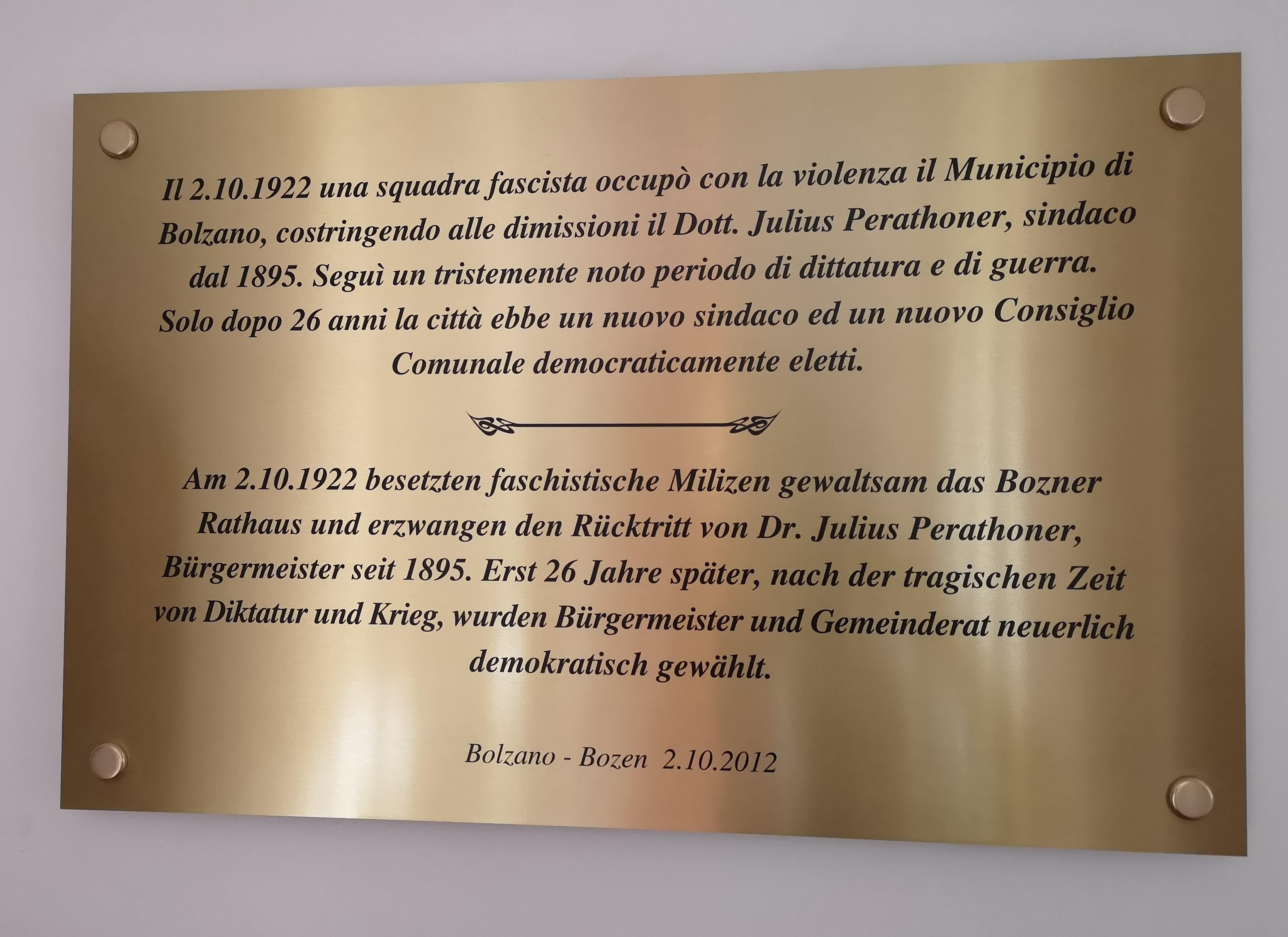
Targa apposta dalla Giunta comunale di Bolzano nel 2012, che ricorda l'assalto fascista del 1922

La tensione seguitò a inacerbirsi e il 26 settembre 1922 il gruppo bolzanino del Partito Nazionale Fascista inviò un ultimatum all'amministrazione comunale, chiedendo le dimissioni del sindaco Perathoner e la messa a disposizione della scuola Elisabethschule per l'istruzione in lingua italiana. Perathoner, che da pochi mesi era stato ulteriormente confermato nella carica sindaco da Vittorio Emanuele III, si rifiutò, argomentando che non sarebbe stato concepibile togliere una scuola a 500 alunni tedeschi per darla a 100 alunni italiani, prospettando un compromesso. A fronte di ciò Starace decise di farla finita e lasciò mano libera al fascio bolzanino per risolvere la questione con la forza.
All'alba del 1º ottobre i fascisti occuparono l'Elisabethschule, che venne ribattezzata seduta stante "scuola Regina Elena"; l'indomani venne poi posto l'assedio al municipio di Bolzano, minacciando di appiccarvi un incendio se Perathoner non fosse stato destituito.
Come ormai sempre più spesso accadeva, né la polizia, né l'arma dei Carabinieri intervennero per fermare gli squadristi fascisti e anzi il commissario civile per la Venezia Tridentina Luigi Credaro invitò il primo ministro Facta a cedere alla violenza. In data 2 ottobre 1922 il governo dichiarò Perathoner decaduto dall'ufficio del sindaco, con la pretestuosa motivazione che non gli era stata notificata la conferma di nomina (la quale era invece stata pubblicata ai primi di giugno 1922). Anche Luigi Credaro, tacciato di eccessiva moderazione dai fascisti, fu di seguito destituito il 28 ottobre 1922.
Solo tre settimane più tardi la marcia su Roma portò al potere Benito Mussolini; la marcia su Bolzano venne considerata da Ettore Tolomei e dai fascisti, ma anche da alcuni storici d'epoca successiva, come una "prova generale" per il definitivo rovesciamento dello Stato liberale da parte del fascismo.